# Airan
Airan (wymowaⓘ) – miejscowość i dawna gmina we Francji, w regionie Normandia, w departamencie Calvados. W 2013 roku liczba ludności wynosiła 688 mieszkańców. 
W dniu 1 stycznia 2017 roku z połączenia pięciu ówczesnych gmin – Airan, Billy, Conteville, Fierville-Bray oraz Poussy-la-Campagne – utworzono nową gminę Valambray. Siedzibą gminy została miejscowość Airan. 